# Recreo (ort i Argentina, Santa Fe)
Recreo är en ort i Argentina.   Den ligger i provinsen Santa Fe, i den centrala delen av landet, 400 km nordväst om huvudstaden Buenos Aires. Recreo ligger 23 meter över havet och antalet invånare är 12 798.
Terrängen runt Recreo är mycket platt. Runt Recreo är det ganska tätbefolkat, med 172 invånare per kvadratkilometer.. Närmaste större samhälle är Santa Fe de la Vera Cruz, 16,1 km söder om Recreo.
Trakten runt Recreo består till största delen av jordbruksmark.